# 卡爾采山脈

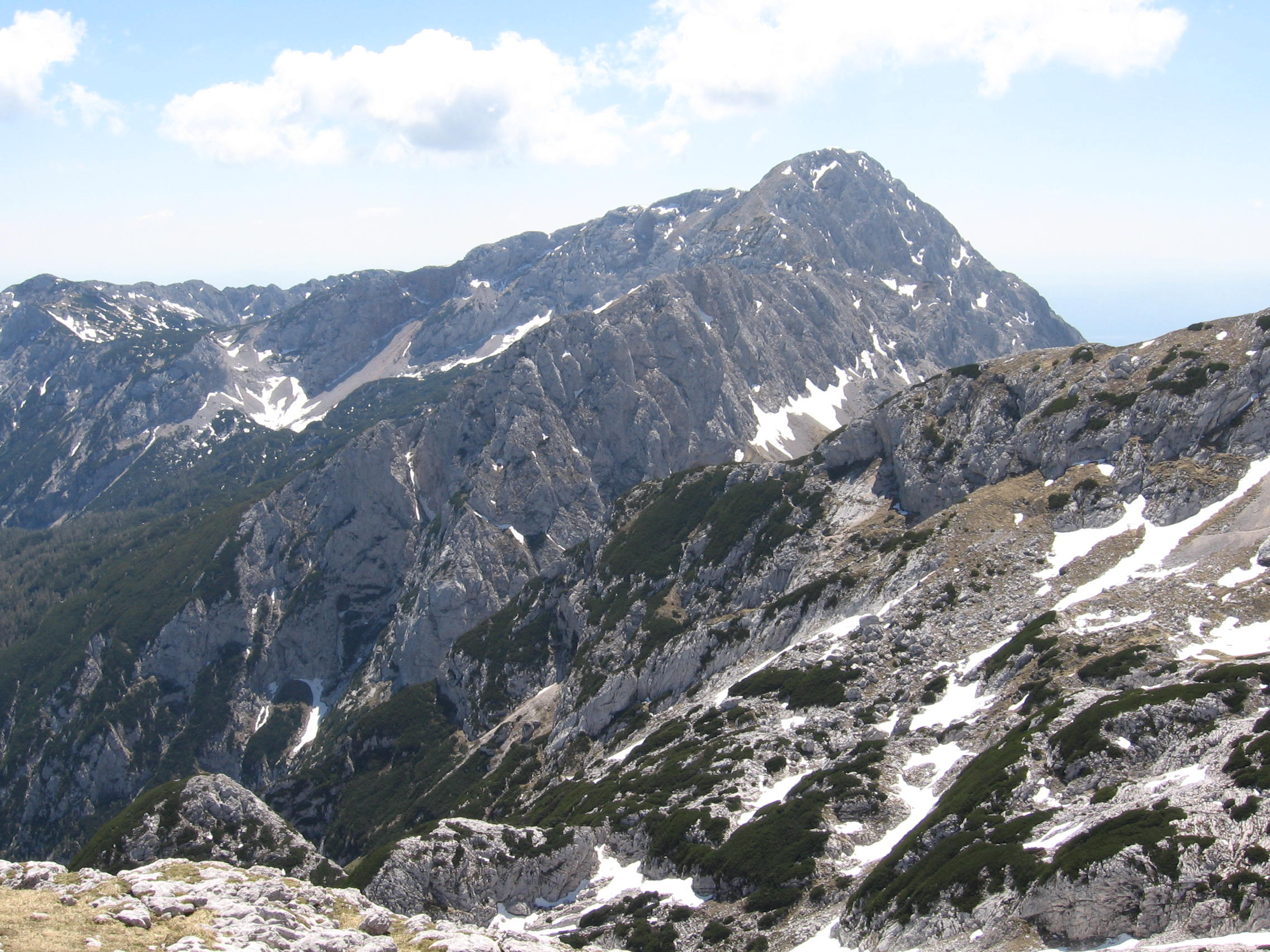

46°19′56″N 14°32′19″E / 46.33222°N 14.53861°E
卡爾采山脈，是斯洛文尼亞的山脈，位於該國北部，屬於卡姆尼克-薩維尼亞阿爾卑斯山脈的一部分，海拔高度2,224米，每年平均降雨量1,979毫米。